# Channa pleurophthalma

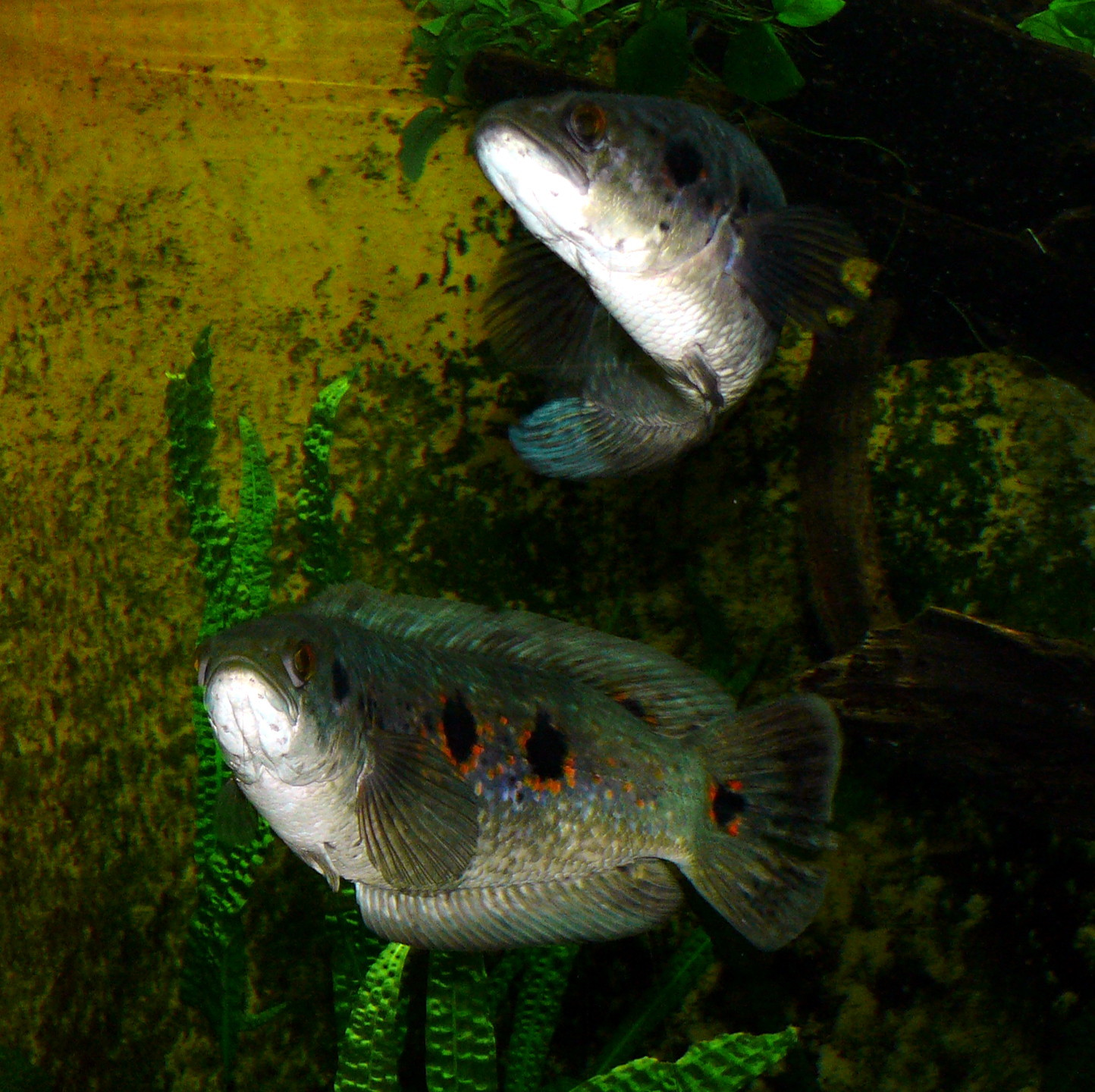
Vista inferior de dos exemplars

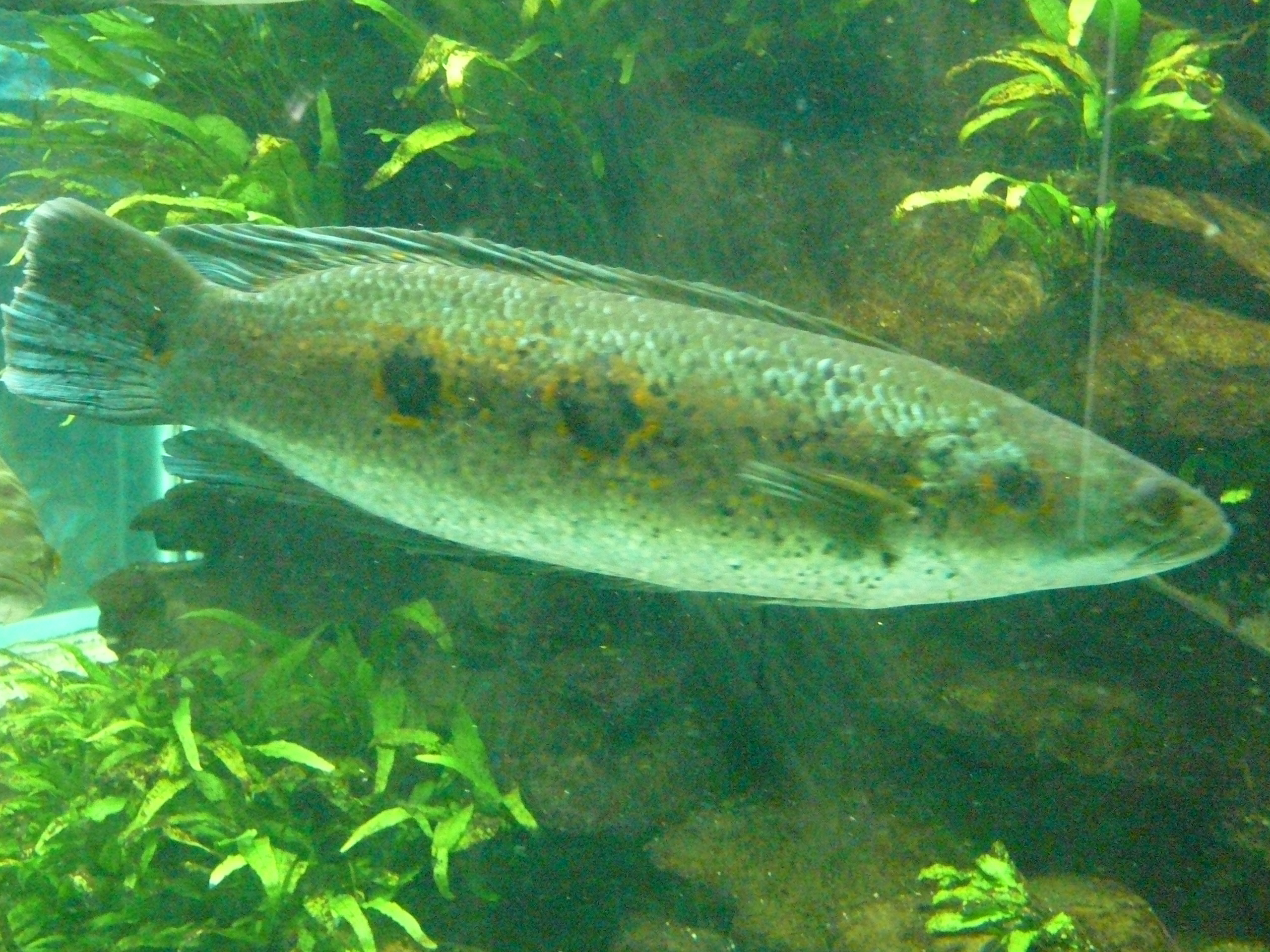
Channa pleurophthalma al zoo de Wuppertal

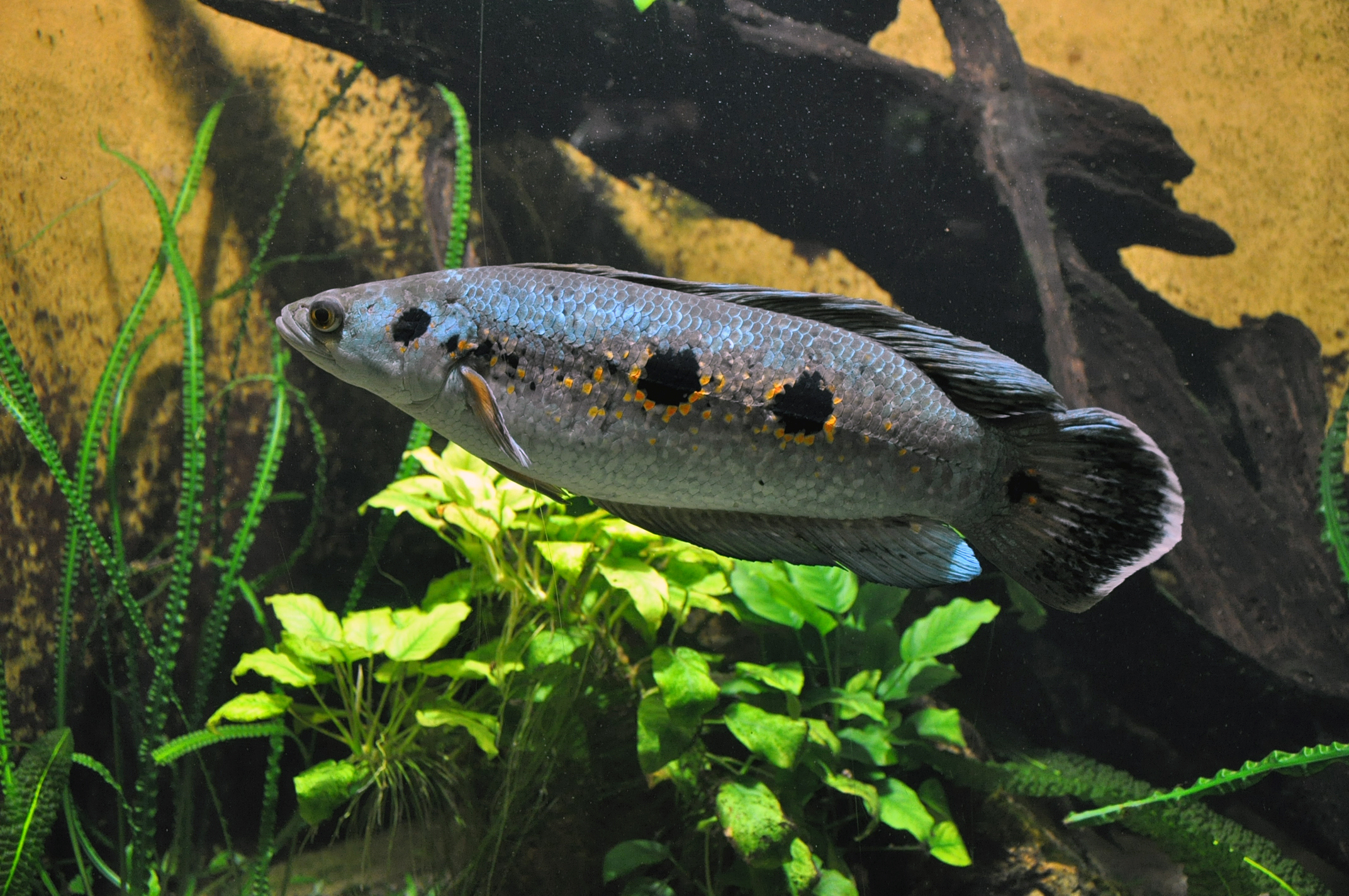
Exemplar del zoo de Düsseldorf provinent de Sumatra

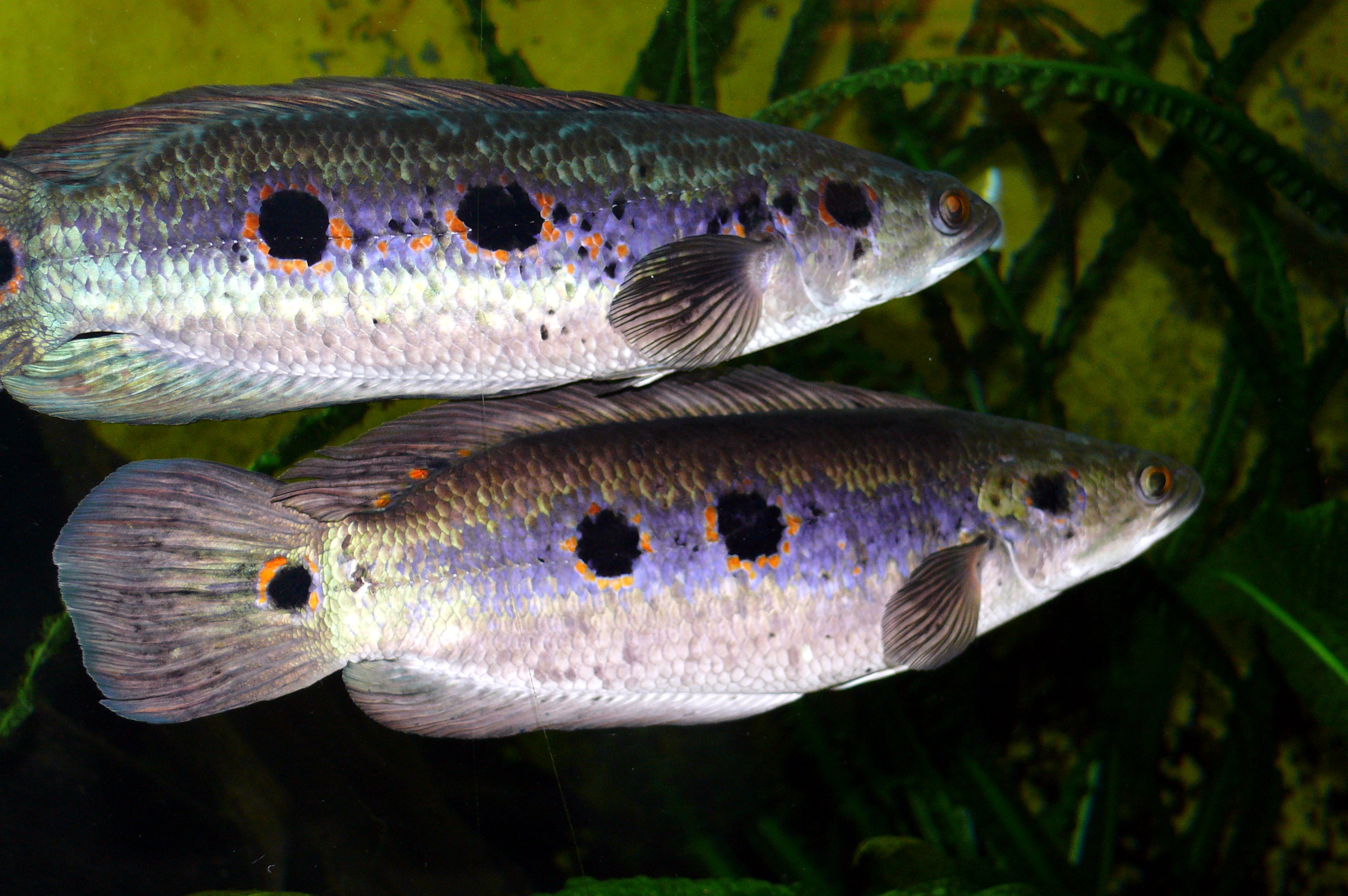
Vista lateral de dos exemplars

Channa pleurophthalma és una espècie de peix de la família dels cànnids i de l'ordre dels perciformes.

## Descripció
- Els adults fan 40 cm de llargària màxima i presenten un color verd iridescent metàl·lic, 3-4 ocels de color groc a taronja amb el centre negre al cos, un ocel addicional tant a l'opercle com a la base de l'aleta caudal i àrees ataronjades a la base de les aletes anal i caudal. Els exemplars joves mostren un patró reticular de 4-6 línies longitudinals interrompudes sobre el cos i taques negres i tènues, les quals amb el temps esdevindran ocels.
- Té una sola filera de dents canines al prevòmer i una única filera de dents petites i una altra de 4-5 canines als palatins.
- Té escates a la regió gular del cap. Línia lateral amb 57-58 escates. 5½ files d'escates entre la línia lateral i la base anterior de l'aleta dorsal.
- 40-43 radis a l'aleta dorsal i 28-31 a l'anal.[3][4][5][6]

## Reproducció
És, probablement, un constructor de nius, igual que altres espècies de cànnids.

## Alimentació
No n'hi ha gaire informació, però hom creu que, com a adult, és un depredador.

## Hàbitat i distribució geogràfica
És un peix d'aigua dolça (pH 6-7,5), bentopelàgic i de clima tropical, i viu al sud-est de Sumatra, i al sud i al sud-oest de Borneo, incloent-hi els rius Kapuas i Barito.

## Observacions
És inofensiu per als humans, venut com a aliment als mercats de Sumatra i Borneo, i es troba entre les dues espècies de peixos ornamentals de més alt preu.